# Zuidelijke sprinkhaanmuis
De zuidelijke sprinkhaanmuis (Onychomys torridus)  is een zoogdier uit de familie Cricetidae. De wetenschappelijke naam van de soort werd gepubliceerd door Coues in 1874. De soort staat er om bekend carnivoor te zijn en op zeer giftige schorpioenen en duizendpoten te jagen.

## Voorkomen
De soort komt voor in Mexico en de Verenigde Staten.